# Neophaenis frauenfeldi
Neophaenis frauenfeldi är en fjärilsart som beskrevs av Felder 1874. Neophaenis frauenfeldi ingår i släktet Neophaenis och familjen nattflyn. Inga underarter finns listade i Catalogue of Life.